# Astacoides granulimanus
Astacoides granulimanus is een kreeftensoort uit de familie van de Parastacidae. De wetenschappelijke naam van de soort is voor het eerst geldig gepubliceerd in 1929 door Monod & Petit.